# Jason White (giocatore di football americano)
Jason White (19 giugno 1980) è un ex giocatore di football americano statunitense che ha giocato nel ruolo di quarterback per l'Università dell'Oklahoma vincendo l'Heisman Trophy, il massimo riconoscimento individuale a livello universitario.

## Carriera universitaria
White giocò con gli Oklahoma Sooners dal 1999 al 2004. Divenne titolare nel 2001 ma nella stagione successiva si ruppe il legamento crociato anteriore. Tornato nella stagione successiva, vinse l'Heisman Trophy passando 40 touchdown a fronte di soli 8 intercetti. Fu finalista dell'Heisman anche nell'anno successivo, classificandosi al terzo posto dietro Matt Leinart e il compagno Adrian Peterson. White e Peterson guidarono i Sooners in finale del campionato NCAA, dove furono sconfitti dagli USC Trojans. Jason terminò la sua carriera nel college football come leader di tutti i tempi della University of Oklahoma per yard passate in carriera (8.012) e passaggi da touchdown (81).
Statistiche sui passaggi
| Anno | Ten | Comp | %    | Yard  | TD | Int | P. rat. |
| 2001 | 113 | 73   | 64,6 | 681   | 5  | 3   | 124,5   |
| 2002 | 34  | 20   | 58,8 | 181   | 1  | 2   | 101,5   |
| 2003 | 451 | 278  | 61,6 | 3.846 | 40 | 10  | 158,1   |
| 2004 | 390 | 255  | 65,4 | 3.205 | 35 | 9   | 159,4   |

## Carriera professionistica
Malgrado la carriera di rilievo nel football universitario, White non fu scelto nel Draft NFL 2005 e non ricevette alcuna proposta di provini nelle prime settimane dopo il draft. Divenne solamente il terzo giocatore della storia ad avere vinto l'Heisman Trophy a non essere scelto nel draft, dopo Pete Dawkins, che scelse la carriera militare, e Charlie Ward che scelse di giocare nella NBA. Alla fine ricevette un provino coi Kansas City Chiefs, che optarono per non firmarlo. Successivamente firmò coi Tennessee Titans nel 2005 ma decise di non tentare l'avventura nel football professionistico, citando la debolezza delle sue ginocchia. Espresse invece interesse nella carriera di allenatore.

## Palmarès
- Heisman Trophy (2003)
- Maxwell Award (2004)
- (2) Davey O'Brien Award (2003, 2004)